# Bernhard Höfling
Bernhard Höfling, auch Bernhard Hoefling (* 24. Juli 1817 in Fulda; † 19. März 1871 in Frankfurt am Main), war ein deutscher Zeichner, Maler, Lithograf und Autor.

## Leben

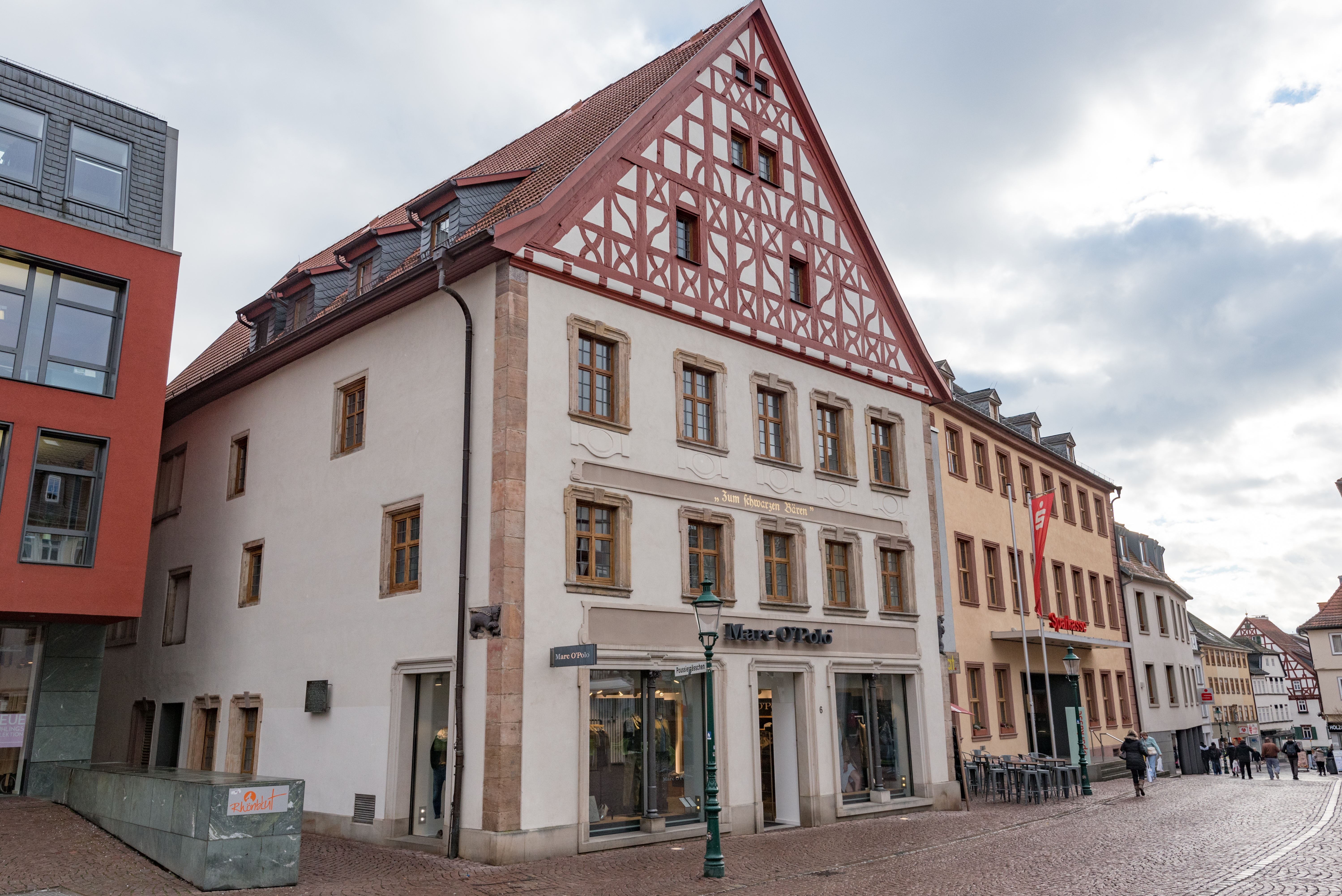
Haus „Zum schwarzen Bären“, Buttermarkt 6, Fulda – Geburtshaus

Höfling wurde als Sohn eines Kaufmanns im Stammhaus „Zum schwarzen Bären“ in Fulda, Buttermarkt 6, geboren. Sein Bruder war der Burschenschafter, Dichter und Arzt Eugen Höfling (1808–1880). Bernhard Höfling wurde Zeichner und Lithograf. Um 1850 lebte er in Bonn, insbesondere als Porträtist des Universitätsmilieus. Auch in Düsseldorf war er tätig. Besondere kunsthistorische Bedeutung haben seine bis 1853 geschaffenen Bildnisse Düsseldorfer Maler.

## Werke
- 1847: Lithografie (32 × 23,1 cm.) von Heinrich Wilhelm Josias Thiersch nach einer Zeichnung durch W. Binder[2]
- 1849: Zeichnung von Gottfried Kinkel in der Frankfurter Paulskirche
- um 1850: Heisterbach im Schnee[3]
- um 1850 bis um 1860: Gesamtansicht von Kirchberg an der Jagst von Hornberg her.[4] als Farblithografie (nach G. M. Eckert, 29 × 35,5 cm) gedruckt bei Chr. Fr. Müller in Karlsruhe.[5]
- 1851 und 1853: Wilhelm Nokk, B. Franconia Bonn (1851), Teutonia Freiburg (1853)
- 1853: Bildnisse Düsseldorfer Künstler: nach dem Leben gezeichnet und lithographi[e]rt, Schaub’sche Buchhandlung, Düsseldorf (neun Blätter), Digitalisat[6]
- 1863/64: Lithografie vom  Corps Saxoborussia als Gruppenbild mit 36 Studenten und im Hintergrund die Teilansicht von Schloss Heidelberg.[7]
- Lithografie von Pater superior „Theodosius“, Format 43,5 × 34,7 cm[8]
- Panorama von „Heidelberg“ (32 × 98 cm.) in Verbindung mit E. Huber[9]
- Porträt von Frau Lombard, von ihr mit Bleistift wie folgt ergänzt: „Dem sorgsamen Erbauer meines Hauses Herrn Th. Langenberg (1817–1890) zur freundlichen Erinnerung an seine Göde Frau C. Lombard. Wintgeshof, den 23. Dezember 1858“

## Veröffentlichungen
- 1855: Die Kuenste des Mittelalters. (Gemeinsam mit Joseph Merkel) zwischen 1855 und 1858 in zwei Bänden veröffentlicht.[10]